# Spilosoma rufula
Spilosoma rufula är en fjärilsart som beskrevs av Jean Baptiste Boisduval 1855. Spilosoma rufula ingår i släktet Spilosoma och familjen björnspinnare. Inga underarter finns listade i Catalogue of Life.